# Teufelskreis Alpha
Teufelskreis Alpha (englischer Originaltitel: The Fury) ist ein SF-Thriller von Brian De Palma aus dem Jahr 1978 mit Kirk Douglas und Amy Irving in den Hauptrollen. John Farris schrieb das Drehbuch anhand des eigenen Romans.

## Handlung
Der Amerikaner Peter Sandza hat jahrelang für eine Geheimorganisation der Regierung gearbeitet. Sein Sohn Robin soll nun eine Schule in Chicago besuchen. Beim Abschied nach einem Urlaub an der israelischen Küste wird ein Guerilla-Anschlag auf Peter verübt, hinter dem sein Kollege Childress steckt. Dieser misslingt zwar, sein Sohn jedoch glaubt, er sei tot.
Peter Sandza muss untertauchen und sucht nach seinem Sohn. Dazu beauftragt er jemanden, nach Menschen mit übersinnlichen Kräften zu suchen. Kaum hat dieser Gillian Bellaver gefunden und dies ihm mitgeteilt, sind Agenten hinter Sandza her.
Gillian Bellaver, ein Teenager, entdeckt inzwischen, dass sie über übernatürliche Kräfte verfügt. Dies macht sich u. a. dadurch bemerkbar, dass manchmal andere Menschen zu bluten anfangen, wenn sie diese anfasst. Sie wird damit nicht alleine fertig. Es belastet sie, weshalb sie sich von ihrer Mutter in die Klinik Paragon bringen lässt, die von Dr. Jim McKeever und von Ben Childress geleitet wird, um sich dort helfen zu lassen. Childress erforscht für einen amerikanischen Geheimdienst die Verwendung übernatürlicher Kräfte als Waffe, wozu er bereits den Sohn von Peter Sandza missbraucht.
Peter Sandzas Freundin Hester arbeitet auch in der Klinik und hat Zugang zu Gillian. Sie überredet sie, zu fliehen, damit sie Sandza den Weg zu seinem Sohn zeigen kann, dessen Existenz sie dank ihrer Kräfte wahrnimmt. Sie findet eine Gelegenheit und verhilft Gillian zur Flucht. Als Agenten diese aufhalten wollen und einer sie mit dem Auto verfolgt, erschießt ihn der wartende Peter Sandza. Das außer Kontrolle geratene Auto erfasst jedoch Sandzas Freundin Hester und tötet sie. Sandza flieht mit Gillian.
Gillian führt Sandza schließlich an den Ort, an dem sein Sohn Robin festgehalten wird. Robin wird währenddessen vielen Versuchen und Experimenten ausgesetzt und es werden ihm Drogen verabreicht. Er ist so sehr mächtig geworden, gerät aber auch dadurch langsam außer Kontrolle. Er befürchtet, von dem Mädchen Gillian, dessen Existenz er auch wahrnimmt und das genauso begabt ist wie er, verdrängt und somit überflüssig zu werden. Als er Gillians Nähe spürt, fürchtet er aufgrund seiner Instabilität zusätzlich, auch entsprechend von der Organisation getötet zu werden. Deshalb tötet er mit seinen übersinnlichen Fähigkeiten seine weibliche Bezugsperson, die ihn im Auftrag von Childress für seine Experimente manipuliert und missbraucht hat.
Sandza und Gillian werden von Wachpersonen gefasst. Um Robin wieder zu beruhigen, erlaubt Childress Sandza, mit diesem zu reden. Robin ist jedoch aufgrund des Missbrauchs wahnsinnig geworden und scheint seinen Vater daher nicht zu erkennen. Es kommt zu einem Kampf, bei dem beide sterben, ein Ereignis, das Childress wollte, um Sandza und Robin, der aufgrund seines Wahnsinns nutzlos geworden war, loszuwerden. Robin stirbt aber in den Armen Gillians, die eine besondere übersinnliche Verbindung zu ihm aufgebaut hatte. Er kann so, bevor er stirbt, seinen Verstand wiedererlangen und übergibt ihr vor seinem Tod seine Kräfte mit der impliziten Botschaft, ihn zu rächen und sich selbst vor Childress und seinen Leuten zu schützen.
Gillian wacht in einem Bett auf, vor dem Childress wartet. Er redet auf sie ein und will sie von sich überzeugen, doch sie soll nur Robin ersetzen. Als es scheint, dass sie seiner Überredungskunst erliegt und ihm um den Hals fällt, küsst sie seine Augen, worauf diese zu bluten anfangen. Erbost nutzt sie daraufhin ihre neuen Kräfte und tötet auf diese Weise Childress für alles, was er getan hat.

## Erstaufführungen
- USA 10. März 1978
- Deutschland 1. März 1979

## Kritiken
Roger Ebert bezeichnete den Film in der Chicago Sun-Times als eine „elegante Unterhaltung“, die „temporeich“ sei und „energiegeladene Darstellungen“ aufweise. Besonders wurden Kirk Douglas, Carrie Snodgress und die „schöne“ Amy Irving gelobt. Die Regie von Brian De Palma sei am besten, wenn es um bizarre, übernatürliche Themen gehe.
Helmut W. Banz meinte in der Zeit vom 9. März 1979, der Film sei „weniger ein parapsychologischer Thriller als ein paranoider, durchsetzt mit Elementen eines okkulten Schockers und eines Anti-CIA-Traktats.“
Das Lexikon des internationalen Films schrieb, der Film sei „grell inszeniert“ und „als effektvolles Spannungskino angelegt“. Er stelle „wissenschaftliches Gerede“ in den Vordergrund und sei „nur in wenigen Passagen wirklich fesselnd“.

## Auszeichnungen
Rick Baker und William Tuttle gewannen im Jahr 1979 für das Make-up den Saturn Award.

## Trivia
Der Film, dessen Spezialeffekte von A. D. Flowers bewirkt wurden, wurde in Illinois (darunter in Chicago) und in Israel gedreht. Seine Produktionskosten betrugen schätzungsweise 5,5 Millionen US-Dollar.
Daryl Hannah spielte in diesem Thriller ihre erste Filmrolle.